# Хамір Ордаїн
Хамір Ордаїн (ісп. Jhamir Ordain, нар. 29 липня 1993, Сан-Хосе) — костариканський футболіст, захисник клубу «Сантос де Хуапілес» та національної збірної Коста-Рики.

## Клубна кар'єра
У дорослому футболі дебютував 2009 року виступами за команду клубу «Сантос де Хуапілес», кольори якої захищає й донині.

## Виступи за збірну
15 січня 2017 року дебютував в офіційних матчах у складі національної збірної Коста-Рики в матчі Центральноамериканського кубка проти збірної Белізу (3:0).
У складі збірної був учасником розіграшу Золотого кубка КОНКАКАФ 2017 року у США, проте на поле не виходив.

## Титули і досягнення
- Срібний призер Центральноамериканських ігор: 2013